# Golmés
Golmés è un comune spagnolo di 1 374 abitanti situato nella comunità autonoma della Catalogna.